# Mis hermanos sueñan despiertos
Mis hermanos sueñan despiertos es una película dramática chilena dirigida por Claudia Huaiquimilla, coescrita con Pablo Greene, quien produce junto a Mariana Tejos. Su estreno mundial fue en la Competencia oficial "Cineasti del Presente" del 74.º Festival de Cine de Locarno en 2021. Ganó los premios a Mejor Actor (Iván Cáceres), Mejor Guion (Claudia Huaiquimilla y Pablo Greene) y Mejor Película Iberoamericana de Ficción en el 36.º Festival Internacional de Cine de Guadalajara; y el Gran Premio Coup de Coeur (Mejor Película) y Premio del Público en el 34° Festival Cinélatino de Toulouse, entre otros.
Escogida por la Academia de Cine de Chile para representar al país en la edición 64° de los Premios Ariel, donde logró la nominación a "Mejor Película Iberoamericana".

## Sinopsis
Ángel y su hermano menor Franco llevan un año recluidos en una cárcel juvenil. Pese a las dificultades, han formado un sólido grupo de amigos con quienes pasan los días compartiendo sueños de libertad. Todo cambia cuando la llegada de un joven rebelde ofrece un posible escape: la única puerta para hacer esos sueños realidad. Inspirado en hechos reales.

## Reparto
- Iván Cáceres es Ángel.
- César Herrera es Franco (+).
- Paulina García es Ana, la profesora.
- Andrew Bargsted es Jaime.
- Sebastián Ayala es Jonathan.
- Julia Lübbert es Tiare.
- Belén Herrera es Bianca
- René Miranda es Michael.
- Joaquín Huenufil es Bryan.
- Diego Arboleda es Parse.
- Luz Jiménez es Weli.
- Robinson Aravena es Juan, el abuelo.
- Mario Ocampo es Monitor.
- Germán Díaz es Bastián.
- Ariel Mateluna es Mala Junta.
- Claudio Arredondo es Abogado.
- Otilio Castro es Don Gendarme.
- Víctor Recabarren es Víctor.
- Francisco Sepúlveda es Francisco.
- Ángel Pérez es Angelo.
- Alejandro Neira es Alejandro.
- Jorge Chambergo es Jorge.
- Martín Maldonado es Maldonado.
- Daniel Huaiquimilla es Hombre en detención.
- Jonathan Saldías es Hombre en detención 2.

## Premios
- Mejor Actor (Iván Cáceres), Mejor Guion (Claudia Huaiquimilla y Pablo Greene) y Mejor Película Iberoamericana de Ficción en el 36.º Festival Internacional de Cine de Guadalajara, México (2021).
- Gran Premio Coup de Coeur (Mejor Película) y Premio del Público en el 34° Festival Cinélatino de Toulouse, Francia (2022)[4]
- 9 Premio Pedro Sienna, otorgados por la Academia de Cine de Chile: Mejor Película de Ficción, Mejor Dirección (Claudia Huaiquimilla), Mejor Guion (Claudia Huaiquimilla y Pablo Greene), Mejor Actriz Secundaria (Paly García), Mejor Actor Secundario (Andrew Bargsted), Mejor Montaje (Andrea Chignoli y María José Salazar), Mejor Diseño Sonoro (Miguel Hormazábal), Mejor Efectos Especiales (Mauro Contreras, Jorge Soto) y Mejor Música Original (Miranda y Tobar).
- Grand Prix des Collégiens + Grand Prix des Lycéens en sección Cannes Écrans Junior del 76° Festival de Cannes, Francia (2023)
- Mención honrosa FEISAL en el 36.º Festival Internacional de Cine de Guadalajara, México (2021).
- Mejor Película + Premio Héctor Ríos a Mejor Fotografía en el 28.º Festival Internacional de Cine de Valdivia (2021)
- Mejor Película (Gyphon Award) de Competencia oficial Generator+16 en el 52° Giffoni Film Festival, Italia (2022).
- Mejor Película de la Competencia Latinoamericana en el 17° Festival Tucumán Cine, Argentina (2022).
- Mejor Película Chilena del Año, entregado por Círculo de Críticos de Arte de Chile (2021).
- Mención especial del jurado en Competencia «Punto de encuentro» + segundo lugar en Premio del Público en 66.º SEMINCI, España (2021).
- Mejor Actor + segundo lugar en Premio del Público en 35.º Cineuropa, España (2021).
- Mejor Película en 4° Buk Film Festival, Italia (2023).
- Premio Argentores a Mejor Guion + Mención Especial del Jurado en el 8° Festival de Cine de las Alturas Jujuy, Argentina (2022)
- Mejor Película Internacional en 7.º Festival de cine Nacional e Internacional de Linares (2021).
- Mejor Película, Premio del Público, Mejor Dirección y Mejor Dirección de Arte en el 14.º Festival de Cine Chileno de Quilpué (2022).
- Premio del Público en el 3.er Festival de Cine Nacional de Ñuble (2022).
- Premio del Público en el 38° Festival Reflets Cinéma Ibérique & Latino-American, Francia (2022).
- Premio del Público y Premio del Jurado Estudiantil en el 10° Festival de Cinema Ibérico & Latinoamericano Ojo Loco, Francia (2022).
- Premio del Público en el 29° Festival Cinelatino Tuebingen, Alemania (2022).
- Premio del Público a Mejor Película (Golden Apple) en el 62° Zlin Flim Festival (Children, Junior and Youth Category), República Checa (2022).
- Premio del Público en 15° Festival de cine Polo Sur Latinoamericano (2022)
- Premio del Público en 18° ADCH Festival Images Hispano Américaines, Francia (2023)
- Mejor Película (Competencia Jóvenes y Adolescentes) en 11° Festival Internacional de Cine Ojo de Pescado (2022)
- Teen Jury Award en el Filmon´On the International Film Festival for Young Audiences, Bélgica (2022).
- Mejor Música en el 34° Festival Internacional de Cine de Viña del Mar (2022).

## Nominaciones
- Nominada a "Mejor Película Iberoamericana" en la edición 64° de los Premios Ariel.
- Nominado al Leopardo de Oro en la competencia oficial "Cineasti del presente" del 74.º Festival Internacional de Cine de Locarno.
- Nominado al Hugo de Oro en la competencia oficial "Nuevos directores" del 57° Festival Internacional de Cine de Chicago.
- Nominado a Mejor Película Iberoamericana en la Competencia Iberoamericana del 33° Festival Internacional de Cine de Palm Springs.
- Nominado a 5 Premios Caleuche: Iván Cáceres (Mejor actor protagónico), Paulina García y Julia Lübbert (Mejor actriz de reparto), además de Andrew Bargsted y Sebastián Ayala (Mejor actor de reparto).
- 12 preselecciones (todas las categorías) en la shortlist de los Premios Platino, siendo la película con más preselecciones de todos los países.

## Premios y nominaciones Etapa de desarrollo
- 2 premios – SANFICLab, Festival Internacional de Cine de Santiago (2018).
- 3 premios – Encuentros de Coproducción Festival Internacional de Cine de Guadalajara, México (2019).[5]
- Mejor película – WIP Cine del Futuro, Festival Internacional de Cine de Valdivia (2020).[6]